# Arrondissement di Dunkerque
L'arrondissement di Dunkerque è una suddivisione amministrativa francese, situata nel dipartimento del Nord e nella regione dell'Alta Francia. In questo arrondissement vive una numerosa comunità fiamminga, di lingua olandese.

## Composizione
L'arrondissement di Dunkerque raggruppa 117 comuni in 16 cantoni:
- Cantone di Bailleul-Nord-Est, che comprende 4 comuni:
  - Bailleul (in parte), Nieppe, Saint-Jans-Cappel e Steenwerck
- Cantone di Bailleul-Sud-Ovest, che comprende 6 comuni:
  - Bailleul (in parte), Berthen, Flêtre, Merris, Méteren e Vieux-Berquin
- Cantone di Bergues, che comprende 13 comuni:
  - Armbouts-Cappel, Bergues, Bierne, Bissezeele, Crochte, Eringhem, Hoymille, Pitgam, Quaëdypre, Socx, Steene, West-Cappel e Wylder
- Cantone di Bourbourg, che comprende 12 comuni:
  - Bourbourg, Brouckerque, Cappelle-Brouck, Drincham, Holque, Looberghe, Millam, Saint-Momelin, Saint-Pierre-Brouck, Spycker, Watten e Wulverdinghe
- Cantone di Cassel, che comprende 13 comuni:
  - Arnèke, Bavinchove, Buysscheure, Cassel, Hardifort, Noordpeene, Ochtezeele, Oxelaëre, Rubrouck, Sainte-Marie-Cappel, Wemaers-Cappel, Zermezeele e Zuytpeene
- Cantone di Coudekerque-Branche, che comprende 3 comuni:
  - Coudekerque, Coudekerque-Branche e Dunkerque (in parte)
- Cantone di Dunkerque-Est, che comprende 6 comuni:
  - Bray-Dunes, Dunkerque (in parte), Leffrinckoucke, Téteghem, Uxem e Zuydcoote
- Cantone di Dunkerque-Ovest, che comprende 2 comuni:
  - Cappelle-la-Grande e Dunkerque (in parte)
- Cantone di Grande-Synthe, che comprende 2 comuni:
  - Dunkerque (in parte) e Grande-Synthe
- Cantone di Gravelines, che comprende 5 comuni:
  - Craywick, Grand-Fort-Philippe, Gravelines, Loon-Plage e Saint-Georges-sur-l'Aa
- Cantone di Hazebrouck-Nord, che comprende 10 comuni:
  - Blaringhem, Caëstre, Ebblinghem, Hazebrouck (in parte), Hondeghem, Lynde, Renescure, Sercus, Staple e Wallon-Cappel
- Cantone di Hazebrouck-Sud, che comprende 8 comuni:
  - Boëseghem, Borre, Hazebrouck (in parte), Morbecque, Pradelles, Steenbecque, Strazeele e Thiennes
- Cantone di Hondschoote, che comprende 8 comuni:
  - Bambecque, Ghyvelde, Hondschoote, Killem, Les Moëres, Oost-Cappel, Rexpoëde e Warhem
- Cantone di Merville, che comprende 6 comuni:
  - Estaires, Haverskerque, La Gorgue, Le Doulieu, Merville e Neuf-Berquin
- Cantone di Steenvoorde, che comprende 9 comuni:
  - Boeschepe, Eecke, Godewaersvelde, Houtkerque, Oudezeele, Saint-Sylvestre-Cappel, Steenvoorde, Terdeghem e Winnezeele
- Cantone di Wormhout, che comprende 11 comuni:
  - Bollezeele, Broxeele, Esquelbecq, Herzeele, Lederzeele, Ledringhem, Merckeghem, Nieurlet, Volckerinckhove, Wormhout e Zegerscappel

## Storia
In origine l'arrondissement era diviso in due sottoprefetture, quella di Bergues e quella di Cassel. In seguito la sottoprefettura di Bergues è stata spostata a Dunkerque (1803) e quella di Cassel a Hazebrouck (1857), prima di essere definitivamente soppressa nel 1926.